# Princess Tutu
Princess Tutu (яп. プリンセスチュチュ Пуринсэсу Тютю, Принцесса Тютю) — японский аниме-сериал, созданный студией Hal Film Maker в 2002 году. На основе аниме автором Мидзуо Синономэ была создана манга, собранная в 2 тома. Стиль аниме-сериала сочетает в себе махо-сёдзё и оперу-балет. В музыкальном сопровождении преобладает музыка из балетов Чайковского «Лебединое озеро» и «Щелкунчик». Также эпизодически звучит музыка из балетов «Шехеразада», «Коппелия», оперы «Кармен», пьесы «Пер Гюнт» и прочих.

## Сюжет
Старинная сказка повествует, что когда-то жил благородный принц, которому предначертано судьбой сражаться со злым вороном-демоном. Однако сила ворона была настолько велика, что принцу пришлось разбить своё сердце и с помощью его осколков заточить ворона. Остальные осколки разлетелись далеко-далеко и поселились в сердцах людей, причиняя им страдания.
Действие происходит в вымышленном немецком городке, где маленький утёнок получил от таинственного мастера Дроссельмейера волшебный медальон, способный превращать утёнка в человеческую девочку и добрую волшебницу — принцессу Тютю. Её судьба — найти и вернуть все осколки сердца принца, однако если Тютю признается ему в любви, то исчезнет во вспышке света. Тютю будет препятствовать злая принцесса Крэру, дочь ворона, которого принц заточил, намеренная сама заполучить сердце принца. Город, где происходит главное действие, находится на грани двух измерений: реальности и сказки, поэтому здесь происходят чудеса и обитают антропоморфные животные. А самой сказкой управляет мастер Дроссельмейер, который уже давно умер в реальности, однако продолжает существовать в мире сказок.

## Персонажи
Ахиру / Тютю (яп. あひる Ахиру) — главная героиня истории, чьё имя переводится с японского как «утка». Да и сама Ахиру на самом деле является уточкой, которая получила волшебный медальон от мастера Дроссельмейера после того, как он решил сделать её новым персонажем своей сказки. С помощью медальона она может принимать облик человеческой девочки, однако если скажет «кря», то превратится обратно в утку. А вот чтобы вернуть себе обратно облик человека, ей надо искупаться в воде.
Ахиру очень неуклюжая и рассеянная, постоянно опаздывает на уроки по балету и плохо успевает, за что временно попадает в класс для отстающих. Её цель — вернуть все осколки сердца принцу, которые таятся в сердцах людей и причиняют им страдания. После перевоплощения, она становится принцессой Тютю и её характер практически полностью меняется, за исключением доброты и искренности. Она мудрая и удачно входит в контакт с отчаявшимися людьми, убеждая их взглянуть по другому на жизнь.
Позже Тютю влюбляется в Мифо, однако не может признаться в чувствах, так как исчезнет во вспышке света. Ахиру же никогда не говорила, что по-настоящему влюблена в него, но ценит как друга, а при первой встрече, сочла его «просто очень красивым». Она не очень хорошо относилась к Факиру, и, лишь узнав о его нелегкой судьбе, изменила своё мнение. В самом конце истории Тютю отдаёт свой медальон Мифо, как последний осколок его сердца, превращается обратно в утку и остаётся вместе с Факиром.
Сэйю: Нанаэ Като
Мифо (яп. みゅうと Мю:то) — принц из сказки. Его настоящий возраст неизвестен, так как он не изменился с поры своего попадания в человеческий мир. Когда-то давно запечатал злого ворона, расколов своё сердце на мелкие кусочки. Неизвестно, как попал в город, однако семья Факира подобрала его ослабленного, так Мифо остался с ними жить. В начале истории он был абсолютно холодным и бесчувственным, поскольку у него не было сердца.
Но после того, как Тютю стала приносить ему осколки сердца с чувствами, сначала остерегался Тютю и даже боялся, однако позже влюбился в неё и стремился быть к ней ближе, что сильно задевало Руэ, которая давно с ним встречалась. Долгое время абсолютно не отвечал её чувствам, отдавая предпочтение Тютю. Также подружился с Ахиру, не подозревая, что её альтер эго и есть Тютю.
После того, как в сердце Мифо попала кровь ворона, он стал злым и жестоким, но при этом всё равно не отвечал любовью Руэ. В конце истории выясняется, что они встретились ещё очень давно, когда она была ещё ребёнком, и принц обучил её основам балета. Когда Руэ, раскаявшись в своих злодеяниях, искренне призналась в любви Мифо, тот спас её от лап ворона и избрал своей возлюбленной.
Сэйю: Наоки Янаги
Факир (яп. ふぁきあ Факиа) — защитник Мифо. Избрал роль рыцаря, служившему принцу из сказки. Сначала очень плохо относился к Тютю, считая, что Мифо не нужны осколки сердца, и вёл себя эгоистично. Она сначала подумала, что именно он, вероятно, разбил ему сердце. Однако позже выясняется, что Факир вовсе не плохой парень, а оберегал Мифо, так как согласно сказке, если к нему вернётся сердце, то сказка начнётся заново и ему снова придётся сражаться с вороном.
Позже Факир смирился с этим, так как Мифо желал вернуть себе сердце, и решил защищать его от принцессы Крэру. Практически во всех схватках терпит поражение, из-за чего сильно страдает. После того, как узнаёт, что Тютю — это Ахиру, начинает постепенно с ней сближаться. Несмотря на то, что продолжает ей грубить, сильно волнуется о её безопасности. Позже узнаёт, что он потомок мастера Дроссельмейера и обладает той же способностью, что и он, — воплощать свои рукописи в реальность, а значит, и управлять сказкой и реальностью. Таким образом начинает учиться у молодого человека, который хранит у себя вещи Дроссельмейера. Сначала у Факира не хватало сил, чтобы написать что-либо, но конце истории изменяет конец сказки, написав, что принц уничтожает ворона и спасает Крэру.
Сэйю: Такахиро Сакурай
Руэ (Крэру) (яп. るう Ру:) — одна из главных героинь, а также главный антигерой истории. Одноклассница Ахиру по балету, которая имеет лучшие результаты в группе. Влюблена в Мифо. После того, как поняла, что он влюбился в принцессу Тютю, перевоплотилась в принцессу Крэру. Так она стала препятствовать ей возвращать осколки сердца Мифо, поскольку, возвращая себе чувства, Мифо всё сильнее влюблялся в неё, отдаляясь от Крэру.
Её «отец», злой ворон, обещал, что если осколок его любви искупать в крови ворона, то сердце почернеет, и он влюбится в Крэру. Однако Мифо так и не стал отвечать Руэ взаимностью, а наоборот, стал унижать и смеяться над ней. После того, как сказка пошла вспять, Крэру увидела свои старые воспоминания, где она, будучи ребёнком, училась танцевать у Мифо и делала всё ради него. А также то, что она вовсе не дочь ворона, а похищенный ребёнок, испивший кровь демона для того, чтобы позже влюбить в себя Мифо и принести его в жертву ворону.
После этих событий, Крэру поняла, что она была лишь марионеткой в руках ворона, и отчаянно пыталась спасти принца, одержимого вороном, но было слишком поздно, и в отчаянии раскаялась в своих грехах и искренне призналась ему в любви. Услышав её, принц сумел разрушить чары ворона. Однако он похитил Крэру, заточив её внутри себя. Но Мифо победил его и освободил Крэру, сделав её своей принцессой.
Сэйю: Нана Мидзуки
Ворон (яп. 大鴉 Огарасу) — главный злодей истории. Согласно сказке, когда-то его заточил принц, разбив своё сердце. Ворона удерживали 5 осколков сердца. Он намеревался поглотить Мифо и для этого украл новорожденную девочку, напоив её своей кровью, чтобы она влюбила в себя принца и принесла его ворону в жертву. После освобождения, он окропил своей кровью весь город, превратив его обитателей в воронов. Однако, его уничтожает Мифо и обитатели города избавляются от злых чар.
Сэйю: Такаюки Суго
Дроссельмейер (яп. ドロッセルマイヤー Дороссэрумайя:) — сказочник, который обладает властью изменять сказки и реальность. В реальности он умер уже более века назад, однако всё ещё существует в параллельном мире сказок. Именно он создал сказку об основных событиях истории, отведя роль разным лицам своих персонажей. Выступает также в роли наблюдателя, никогда не препятствует действиям плохих персонажей, тем самым развивая сюжет сказки, однако испугался появления «книжников», которые прерывают и уничтожают сказку и когда-то убили самого Дроссельмейера.
Сэйю: Нобору Митани
Эдель (яп. エデル Эдэру) — волшебная деревянная кукла Дроссельмейера. Никогда не расстается с шарманкой. Так как он не может существовать в мире реальности, то посылает собственную куклу, чтобы помогать развивать сюжет сказки. Она долгое время помогала Ахиру и другим главным героям, однако заинтересовалась человеческими чувствами и, не смирившись со своей судьбой, как марионеткой, решила сжечь себя, чтобы обогреть теплом раненного Факира. Из её остатков отец Факира сделал маленькую куклу Узулу.
Сэйю: Акико Хирамацу
Узула (яп. うずら Удзура) — деревянная кукла, созданная отцом Факира из останков Эдель. Похожа на неё в детской форме, но, в отличие от неё, очень весёлая, любопытная и шумная, обладает сердцем и чувствами. Также больше не является марионеткой. Всегда сопровождает Факира и ходит с игрушечным барабаном. Может переноситься между пространствами, в том числе и в мир Дроссельмейера. Позже вступает в контакт с духом Эдель. В конце истории решает уйти с ним в другое измерение.
Сэйю: Эрино Хадзуки
Пике (яп. ぴけ Пикэ) — лучшая подруга Ахиру. Во втором сезоне была очарована злым Мифо, который чуть не поглотил её сердце, но её спасла Тютю. Влюблена в Факира.
Сэйю: Сати Мацумото
Лили (яп. りりえ Ририэ) — лучшая подруга Ахиру, которая любит всё время её подкалывать и ставить в неудобные ситуации. В манге её заменяет персонаж по имени Юма.
Сэйю: Юри Сиратори
Мистер кот (яп. 猫先生 Нэко-сэнсэй) — антропоморфный кот. Учитель балетного класса в школе. Очень злится, особенно, когда Ахиру опаздывает или витает в облаках во время урока. В приступе ярости угрожает любой ученице, что женится на ней, однако после этого сильно нервничает, что никто в действительности не желает выйти за него замуж. Несмотря на свои причуды, он компетентный учитель, предлагает слова мудрости и советы своим ученикам. Любит также давать индивидуальные уроки о любви и отношениях, хотя сам в них терпит только неудачи. Очень нервничает, что так и не нашёл себе пару. В конце истории показано, как он гуляет с белой кошкой и котятами.
Сэйю: Ясунори Мацумото

## Аниме
Аниме-сериал был создан студией Hal Film Maker в 2002 году. Режиссёр аниме — Юнити Сато. Изначально сериал был разделён на 2 сезона. Если в первом сезоне Chapter of Egg каждая серия длилась стандартно 24 минуты. То серии во втором сезоне Chapter of Chick были разделены на короткие серии по 12 минут.
Аниме-сериал был лицензирован компанией ADV Films для показа на территории США, однако компания обанкротилась в 2009 году. В 2011 году компания AEsir Holdings купила новую лицензию на аниме и выпуск состоялся снова 11 октября.

## Интересные факты
- Прототипами персонажей Тютю и Крэру послужили принцессы из балета Лебединое озеро: Одетта и Одиллия.
- Прототипом для Дроссельмейера стал волшебник, мастер Дроссельмейер из балета Чайковского — Щелкунчик.
- Фанаты аниме-сериала так и не могут решить спор о том, сколько же серий он имеет, так как в японской версии сериала, во второй части все серии разделены на 2 короткие части, в результате получается всего 38 серий, в то время, как в английской версии всего 26 серий аниме.[4]

## Список серий аниме
Первый сезон
| Акт | Серия | Название                                               | Дата выхода       |  |
| --- | ----- | ------------------------------------------------------ | ----------------- |  |
|     |       |                                                        |                   |  |
| 01  | 01    | The Duck and the Prince ~ Der Nußknacker: Blumenwalzer | август 16, 2002   |  |
| 02  | 02    | Pieces of the Heart ~ Schwanensee: Scène finale        | август 23, 2002   |  |
| 03  | 03    | A Princess's Oath ~ Dornröschen: Panorama              | август 30, 2002   |  |
| 04  | 04    | Giselle                                                | сентябрь 6, 2002  |  |
| 05  | 05    | On the Eve of the Fire Festival ~ Bilder einer Ausste  | сентябрь 13, 2002 |  |
| 06  | 06    | Aurora Dreaming ~ Dornröschen: Prolog                  | сентябрь 20, 2002 |  |
| 07  | 07    | Raven Princess ~ An der schönen blauen Donau           | сентябрь 27, 2002 |  |
| 08  | 08    | The Fountain of Warriors ~ Fantasie-Overtüre zu        | октябрь 4, 2002   |  |
| 09  | 09    | Black Shoes ~ Bilder einer Ausstellung: Alten Schloß   | октябрь 11, 2002  |  |
| 10  | 10    | Cinderella ~ Aschenbrödel: Walzer-Coda                 | октябрь 18, 2002  |  |
| 11  | 11    | La Sylphide                                            | октябрь 25, 2002  |  |
| 12  | 12    | Banquet of Darkness ~ Scheherazade                     | ноябрь 1, 2002    |  |
| 13  | 13    | Swan Lake ~ Schwanensee                                | ноябрь 8, 2002    |  |

Второй сезон
| Акт | Серия | Название                                          | Дата выхода      |  |
| --- | ----- | ------------------------------------------------- | ---------------- |  |
|     |       |                                                   |                  |  |
| 14  | 01    | Monster Raven ~ Blumenwalzer (Part 1)             | январь 17, 2004  |  |
| 15  | 02    | Kapitel des Junges: Coppelia                      | январь 17, 2004  |  |
| 16  | 03    | Prayers of a Maiden ~ Gebet einer Jungfrau        | январь 31, 2004  |  |
| 17  | 04    | Crime and Punishment ~ Carmen Aragonaise          | февраль 7, 2004  |  |
| 18  | 05    | Wandering Knight ~ Egmont Ouvertüre               | февраль 14, 2004 |  |
| 19  | 06    | A Midsummer Night's Dream ~ Ein Sommernachtstraum | февраль 21, 2004 |  |
| 20  | 07    | A Forgotten Story ~ Die verkaufte Braut           | февраль 28, 2004 |  |
| 21  | 08    | The Spinners ~ Lieder ohne Worte                  | март 7, 2004     |  |
| 22  | 09    | Crown of Stone ~ Das große Tor von Kiew           | март 14, 2004    |  |
| 23  | 10    | Marionettes ~ Ruslan und Ludmilla                 | март 21, 2004    |  |
| 24  | 11    | The Prince and the Raven ~ Danse Macabre          | апрель 11, 2004  |  |
| 25  | 12    | The Dying Swan ~ Romeo und Julia                  | май 2, 2004      |  |
| 26  | 13    | Finale ~ Der Nußknacker                           | май 23, 2004     |  |

## Манга
Манга-адаптация была написана и иллюстрирована Мидзуо Синономэ. Впервые начала публиковаться в Японии издательством Akita Shoten в сэйнэн-журнале Champion Red с 20 марта по 17 июля 2003 года. Манга была собрана в 2 тома.